# Eliseo Gómez Serrano
Eliseo Gómez Serrano (Valencia, 14 de noviembre de 1889 - Alicante, 5 de mayo de 1939) fue un maestro y político español, hermano de Nicolau Primitiu Gómez Serrano. Estudió Magisterio en Valencia y Madrid, y derecho en la Universidad de Granada. En 1915 fue profesor de geografía e historia en la Escuela Normal de Alicante, de la que será nombrado director entre 1931 y 1934. También fue militante de Acción Republicana y formó parte del grupo promotor de la Agrupación al Servicio de la República, gracias a los cuales en las elecciones municipales de 1931 fue elegido concejal del Ayuntamiento de Alicante, y desde su cargo promovió la construcción de escuelas nuevas. En 1931 fue nombrado también presidente del Ateneo de Alicante.
En 1934 fue secretario del nuevo partido Izquierda Republicana, y fue detenido a raíz de la huelga general del 5 de octubre de 1934.
En las elecciones generales de 1936 fue elegido diputado por la provincia de Alicante por el Frente Popular. Cuando estalló la sublevación militar que dio lugar a la guerra civil española (1936-1939) formó parte del Comité Provincial del Frente Popular que impidió el triunfo de los sublevados, y luego fue Comisario Civil de Reclutamiento del Ejército Republicano en Murcia. 
Al acabar la guerra fue detenido por las nuevas autoridades, juzgado, condenado a muerte y ejecutado el 5 de mayo de 1939, a los 49 años.
En Alicante, en el barrio de Lo Morant-San Nicolás de Bari, existe la calle del Catedrático Eliseo Gómez Serrano en su recuerdo.